# Lista de cantos de baleias
O canto das baleias é o som produzido pelas baleias para se comunicarem. A palavra "canção" é usada particularmente para descrever o padrão de sons habituais e predizíveis produzidos por algumas espécies de baleias (particularmente a baleia-jubarte) de uma maneira que é semelhante ao canto humano.
Humanos produzem som ao expelir ar pela laringe. As cordas vocais dentro da laringe se abrem e se fecham de acordo com a necessidade para separar a corrente de ar em pequenos bolsões de ar. Esses bolsões são moldados pela garganta, língua e lábios nos sons desejados.
A produção de som pelos cetáceos é notavelmente diferente desse mecanismo. O mecanismo preciso difere nas duas maiores subordens de cetáceos: os Odontoceti (baleias dentadas, incluindo os golfinhos) e os Mysticeti (baleias de barbatana, ou baleias verdadeiras, incluindo as grandes baleias, como a baleia-azul).

## Baleia-azul (Balaenoptera musculus)
Estimativas realizadas por Cummings e Thompson (1971) e Richardson et al (1995) sugerem que o nível de intensidade da fonte produzida pelas baleias-azuis estão entre 155 e 188 decibéis se mensurados a uma pressão de referência de um micropascal a um metro. Todos os grupos de baleias-azuis produzem som numa frequência fundamental entre 10 e 40 Hz, e o som de frequência mais baixa que um humano geralmente pode perceber é de 20 Hz. Os sons emitidos pelas baleias-azuis duram de dez a trinta segundos. Além disso, as baleias-azuis ao longo da costa do Sri Lanka têm sido repetidamente gravadas produzindo "canções" de quatro notas que duram cerca de dois minutos cada, similarmente às bem conhecidas canções da baleia-jubarte.
- Problemas na execução dos arquivos? Veja Introdução à mídia.

## Baleia-fin (Balaenoptera physalus)
Do mesmo modo que outras baleias, os machos da baleia-fin foram observados produzindo sons longos, altos  e de baixa-frequência. A maioria dos sons são de pulsos de modulação em frequência (FM) infra-sônica de baixa varredura, de 16 a 40 Hz (o alcance normal da audição humana varia de 20 Hz a 20 kHz). Cada som dura entre um a dois segundos, e várias combinações de sons ocorrem em padrões de sequência, perdurando de 7 a 15 minutos cada. Essas sequências são então repetidas em períodos que perduram por vários dias.
- Problemas na execução dos arquivos? Veja Introdução à mídia.

## Baleia-jubarte (Megaptera novaeangliae)
O "canto" da Baleia-jubarte é conhecido como o mais longo e complexo de todos. As jubarte repetem os padrões de notas baixas, variando em amplitude e frequência em padrões consistentes por um período de horas ou mesmo dias. Apenas o macho das jubarte canta, o que fez com que se assumisse  que as canções seriam apenas para cortejar. Mas enquanto o propósito primário do canto das baleias seja o de atrair fêmeas, é praticamente certo que eles servem a inúmeros propósitos.
- Problemas na execução dos arquivos? Veja Introdução à mídia.